# Álftanes (péninsule)
Ne doit pas être confondu avec Álftanes.
L'Álftanes, toponyme islandais signifiant littéralement en français « péninsule du cygne », est une péninsule d'Islande située dans le Sud-Ouest du pays.

## Géographie
Elle s'avance dans la Faxaflói, entre le Skerjafjorður au nord et l'Hafnarfjörður au sud. Large de quelques kilomètres au début, sa largeur diminue brusquement et son littoral devient très irrégulier à son extrémité avec de nombreuses autres petites péninsules qui encerclent des criques et des lagunes.
La péninsule constitue la moitié de la municipalité de Garðabær et une petite partie de celle d'Hafnarfjörður. Essentiellement sauvage, elle compte quelques quartiers urbanisés d'Hafnarfjörður et de Garðabær au début de la péninsule ainsi que la petite ville d'Álftanes à son extrémité.

## Histoire
Le 16 septembre 1936 vers 5 h 30, le Pourquoi Pas ? IV, vaisseau français d'explorations polaires et océanographiques commandé par Jean-Baptiste Charcot, de retour du Groenland où il avait livré du matériel scientifique à la mission polaire de Paul-Émile Victor, subit une violente tempête cyclonique et coula corps et biens sur les récifs de la péninsule d'Álftanes. Sur 41 personnes à bord, il n'y eut qu'un seul survivant qui racontera que le commandant Charcot, selon les plus pures traditions de la marine, resta à bord avec son état-major et coula avec le navire.